# Scaldissluis
De Scaldissluis is een sluis op de Nederschelde in Gent. Deze sluis werd in 2012 in dienst genomen in het kader van het heropenen van de Nederscheldearm, einde 2018, om zo Portus Ganda te herstellen als punt van de samenvloeiing van de Leie en de Schelde. Het maakt deel uit van de Gentse uitwerking van Water in Historic City Centres. De sluis heeft een verval van 1,16 m en overbrugt hiermee het verschil in hoogte van het waterpeil tussen Leie en Schelde.
Op 22 september 2010 werd gestart met de bouw van de sluis aan de Oude Beestenmarkt. De sluis was nodig omdat het waterpeil van de Nederschelde, en de overige waterlopen in het Gentse stadscentrum, ongeveer 1,2 m hoger ligt dan het water in de Leie aan de Nieuwbrugkaai en Portus Ganda. De Scaldissluis werd opgeleverd in de zomer van 2012, met een schuif-af voor kajaks. De plannen waren de Nederschelde of Reep tegen eind 2015 heropend te hebben. Dat werd echter door extra benodigde werken aan de oude kaaimuren bijgesteld naar begin 2018. In september 2018 werd de Nederschelde dan uiteindelijk heropend.
De naam Scaldissluis verwijst naar de Latijnse benaming van de Schelde.

## Galerij

De Scaldissluis en haar opbouw
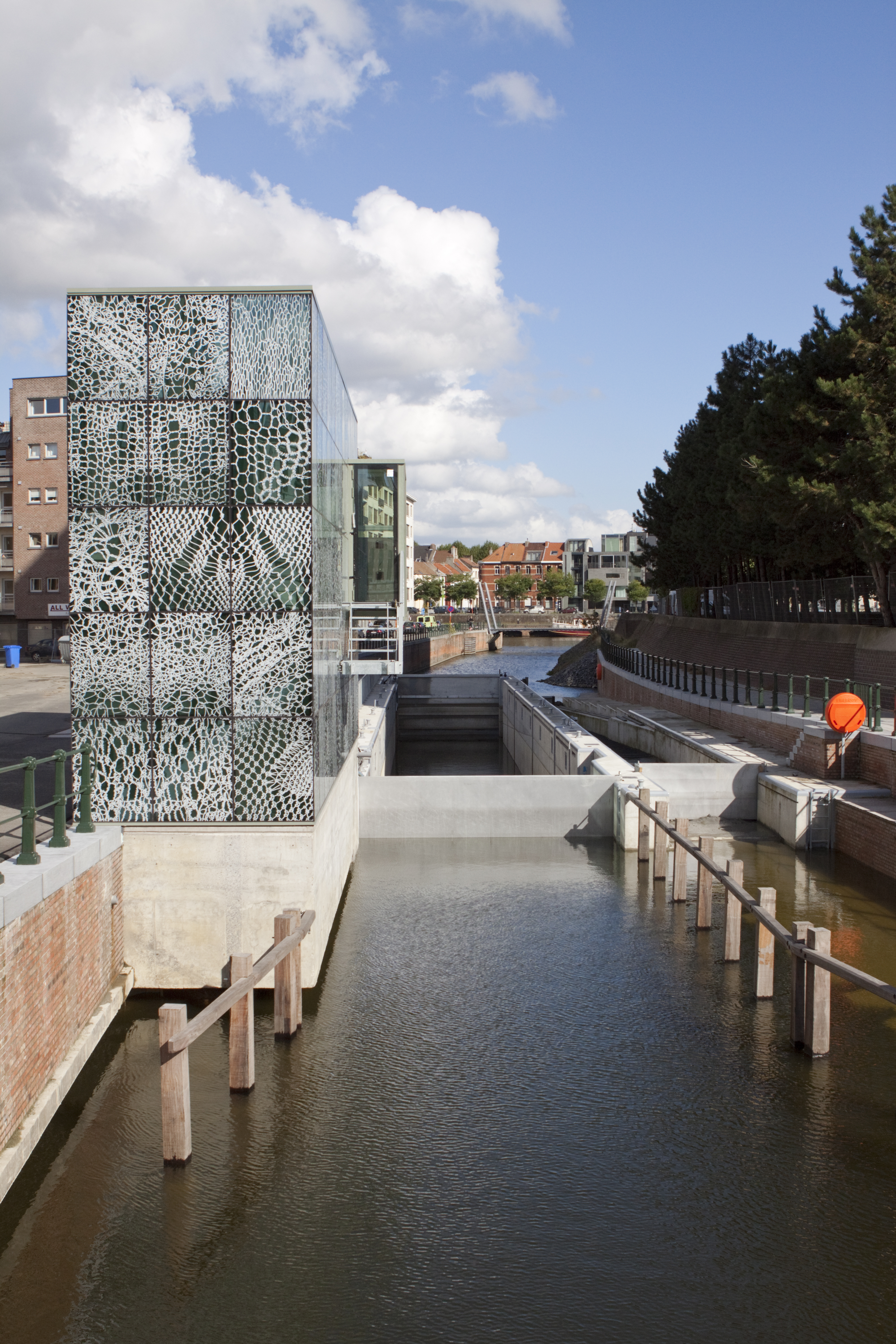
De sluis in 2012
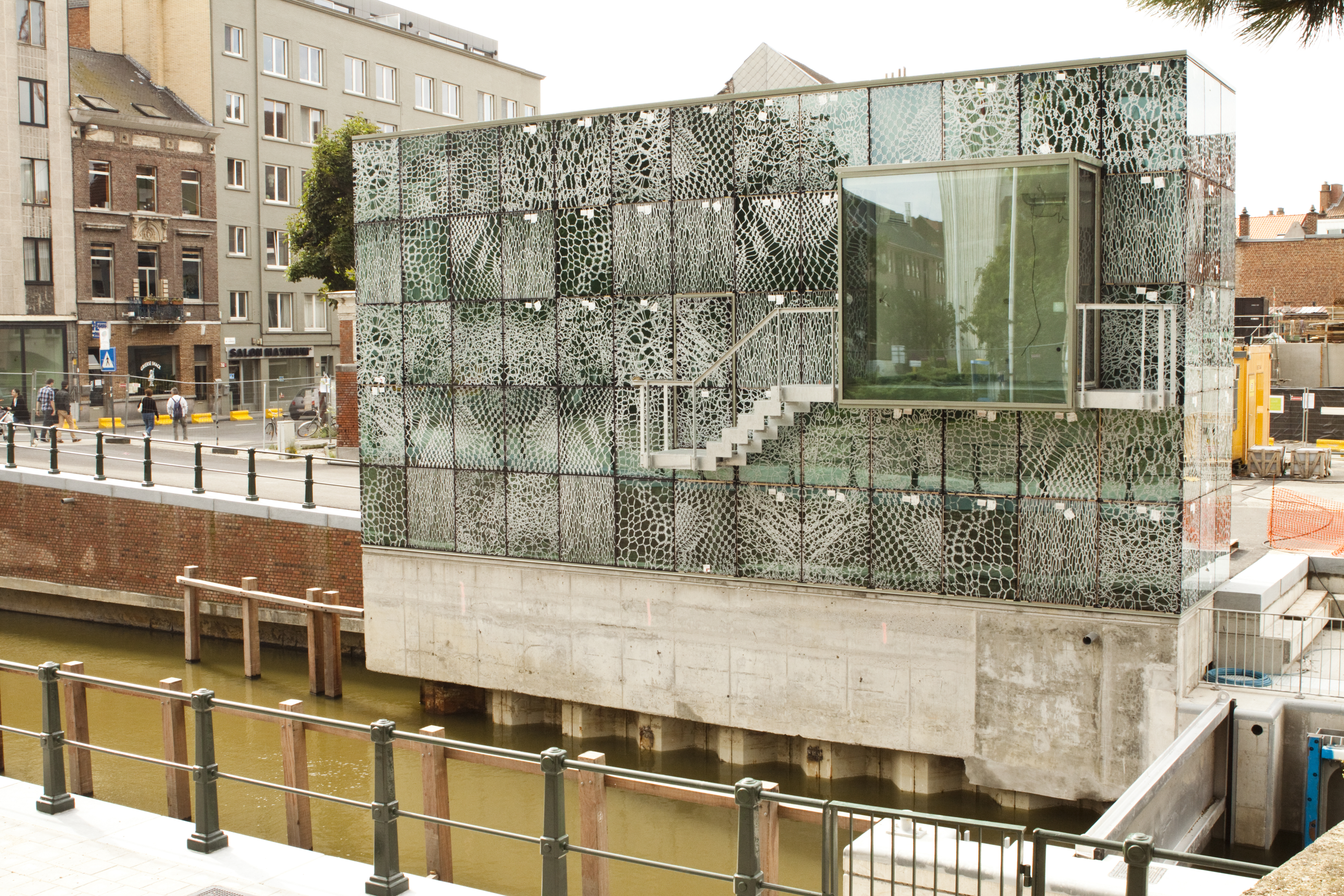
Het bedieningsgebouw in 2012
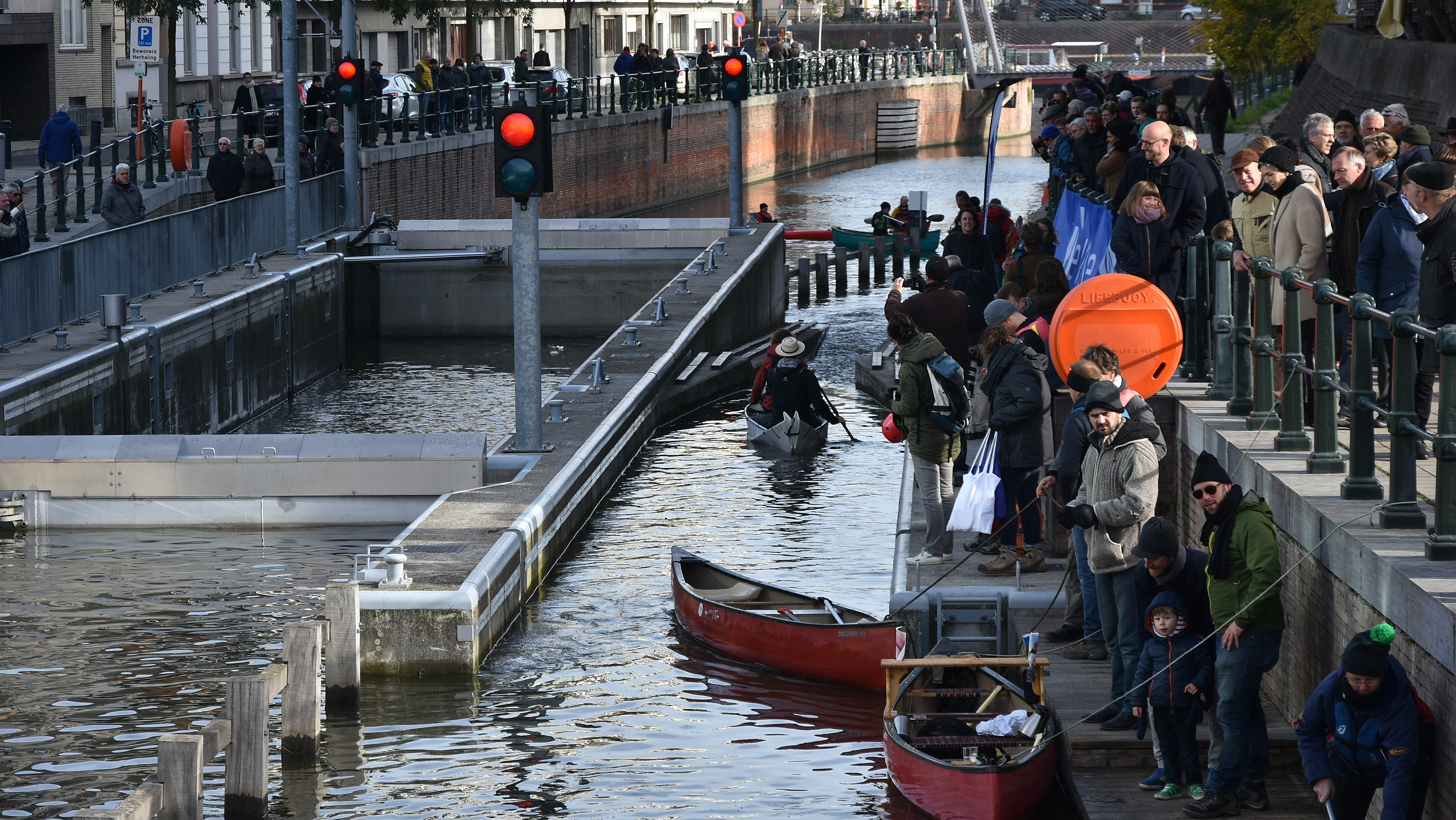
Tijdens de viering van het herstel van de samenvloeiing van de Leie en de Schelde